# Bravo III (álbum de Bravo)
Bravo III es el tercer álbum de estudio del grupo Bravo (1989). Fue lanzado al mercado por Radio K.O. de BMG el 4 de marzo de 1993. En esta ocasión, la banda llega rápidamente a la primera posición del mercado, ya que contaban con la canción "Te recuerdo", el mayor éxito de la banda y del mismo Cae (quien posteriormente se separó del grupo para iniciar su carrera solista). Esta canción ha sido grabada en varias ocasiones por "Cae" como solista y ha sido re-versionada en innumerable cantidad de formatos y por varios artistas.

## Lista de canciones
| Sacrificio |                                      |                                                    |          |  |
| N.º        | Título                               | Escritor(es)                                       | Duración |  |
| 1.         | «Te recuerdo»                        | Carlos Alfredo Elías                               | 4:26     |  |
| 2.         | «Crimen pasional»                    | Campillo, Callejo, Franco                          | 4:27     |  |
| 3.         | «El diablo (Ohaja)»                  | Koen Wauters                                       | 4:07     |  |
| 4.         | «Mientras dormías»                   | Carlos Alfredo Elías, A. Einstein                  | 4:07     |  |
| 5.         | «Mírame (No seas tan cruel)»         | Carlos Alfredo Elías                               | 3:24     |  |
| 6.         | «Nada más profundo (Comme un clown)» | Bernet, Danyel, adaptación de Carlos Alfredo Elías | 5:14     |  |
| 7.         | «Real»                               | Carlos Alfredo Elías, Erik Nuñez                   | 2:58     |  |
| 8.         | «Cuando el amor llega a la ciudad»   | Carlos Alfredo Elías                               | 3:02     |  |
| 9.         | «La luna»                            | Carlos Alfredo Elías                               | 3:33     |  |
| 10.        | «Qué es de tu amor?»                 | Carlos Alfredo Elías                               | 3:32     |  |
| 11.        | «Perdido en Nueva York (Annie)»      | Koen Wauters                                       | 3:13     |  |
| 12.        | «Un puño en una mano»                | Santercole, Celentano                              | 4:00     |  |
| 13.        | «Pecado para dos»                    | Carlos Alfredo Elías, Ely DeRoss                   | 3:41     |  |
| 14.        | «LLevenme a casa»                    | Carlos Alfredo Elías                               | 4:14     |  |
| 15.        | «Te recuerdo (Umplugged)»            | Carlos Alfredo Elías                               | 3:20     |  |
| 44:08      |                                      |                                                    |          |  |

## Sencillos
- 1993 - «Te recuerdo»
- 1993 - «Mientras dormías»
- 1993 - «Nada Mas profundo»